# Holub-szövőmadár
A Holub-szövőmadár (Ploceus xanthops) a madarak osztályának a verébalakúak (Passeriformes) rendjéhez, ezen belül a szövőmadárfélék (Ploceidae) családjához tartozó faj.

## Rendszerezése
A fajt Gustav Hartlaub német ornitológus írta le 1862-ben, a Hyphantornis nembe Hyphantornis xanthops néven. Egyes szervezetek a Textor nembe sorolják Textor xanthops néven. Magyar nevét leírójáról, Emil Holub cseh utazó természettudósról kapta.

## Előfordulása
Afrika középső és déli részén, Angola, Botswana, Burundi, a Dél-afrikai Köztársaság, Gabon, Kenya, a Kongói Demokratikus Köztársaság, a Kongói Köztársaság, Malawi, Mozambik, Namíbia, Ruanda, Szváziföld, Tanzánia, Uganda, Zambia és Zimbabwe területén honos.
Természetes élőhelyei a szubtrópusi és trópusi síkvidéki esőerdők, száraz erdők, szavannák és cserjések, folyók és patakok környékén. Állandó, nem vonuló faj.

## Megjelenése
Testhossza 18 centiméter, testtömege 35-50 gramm.

## Természetvédelmi helyzete
Az elterjedési területe rendkívül nagy, egyedszáma pedig stabil. A Természetvédelmi Világszövetség Vörös listáján nem fenyegetett fajként szerepel.